# Port lotniczy Mudanjiang
Port lotniczy Mudanjiang (IATA: MDG, ICAO: ZYMD) – port lotniczy położony w Mudanjiang, w prowincji Heilongjiang, w Chinach.

## Linie lotnicze i połączenia
| Linia Lotnicza          | Kierunek                                                            |
| ----------------------- | ------------------------------------------------------------------- |
| Air China               | 1. Pekin                                                            |
| China Eastern Airlines  | 1. Hangzhou 2. Nankin 3. Szanghaj-Hongqiao 4. Weihai 5. Yantai      |
| China Southern Airlines | 1. Chengdu-Tianfu 2. Dalian 3. Guangzhou 4. Seul-Inczon 5. Shenzhen |
| Korean Air              | 1. Seul-Inczon                                                      |
| Shanghai Airlines       | 1. Dalian 2. Szanghaj-Pudong                                        |
| Xiamen Air              | 1. Qingdao 2. Xiamen                                                |